# Yesui Bayar
Yesui Bayar, född 21 juli 2000, är en mongolisk simmare.
Bayar tävlade för Mongoliet vid olympiska sommarspelen 2016 i Rio de Janeiro, där hon blev utslagen i försöksheatet på 50 meter frisim.